# Shawano megye
Shawano megye az Amerikai Egyesült Államokban, azon belül Wisconsin államban található. Megyeszékhelye és legnagyobb városa Shawano. Lakosainak száma 40 881 fő (2020. április 1.). Shawano megye Menominee, Oconto, Brown, Outagamie, Waupaca, Portage, Marathon és Langlade megyékkel határos.

## Népesség
A megye népességének változása:
| Lakosok száma | 41 931 | 41 780 | 41 638 | 41 643 | 41 304 | 40 881 |
|               | 2010   | 2011   | 2012   | 2013   | 2015   | 2020   |